# Coprophanaeus callegarii
Coprophanaeus callegarii là một loài bọ cánh cứng trong họ Bọ hung (Scarabaeidae).